# The Man and The Journey

Обложка одного из бутлегов.

The Man и The Journey — две длинные музыкальные сюиты британской группы Pink Floyd, исполнявшиеся во время концертного тура 1969 года. Обе сюиты состоят из различных композиций, включая ранние произведения группы (несколько композиций из дебютного альбома The Piper at the Gates of Dawn и заключительную часть «A Saucerful of Secrets» из второго альбома), а также новый материал, который позднее был включен (иногда под другим названием и в более или менее переработанном виде) в альбомы Ummagumma, Relics, More и другие. Кроме того, часть композиций не вошла ни в один из последующих альбомов группы и никогда не была издана официально. Концертные исполнения включали в себя также элементы сценического шоу, например, сервировка на сцене чайного стола («Teatime»).

## Исполнение и издание
Первое исполнение этой программы под названием The Massed Gadgets of Auximenes — More Furious Madness from Pink Floyd состоялось 14 апреля 1969 года в Лондоне в концертном зале «Royal Festival Hall», сокращенная версия была записана 12 мая 1969 года в программе «Top Gear» Би-би-си.
До 2016 года записи этих концертов никогда не были изданы официально, тем не менее они получили распространение среди поклонников группы в виде бутлегов.
11 ноября 2016 года Pink Floyd издали бокс-сет The Early Years 1965–1972, включающий записи The Man and The Journey.

## Список композиций (концерт в Амстердаме)[2]

### Part I: The Man
| №  | Название | Автор(ы)                     | Длительность |
| -- | --- | ---------------------------- | ------------ |
| 1. | «Daybreak, Pt. I» ("Grantchester Meadows" — Ummagumma) | Уотерс                       | 8:09         |
| 2. | «Work» | Уотерс, Гилмор, Мэйсон, Райт | 3:50         |
| 3. | «Teatime» (В это время Pink Floyd сервировали чай на сцене)                                                                                                   |                              |              |
| 4. | «Afternoon» ("Biding My Time" — Relics) | Уотерс                       | 5:15         |
| 5. | «Doing It!» ("The Grand Vizier’s Garden Party. Entertainment" — Ummagumma, иногда вместо неё "Up the Khyber" (More) и "Heart Beat Pig Meat" (Забриски-пойнт)) | Мэйсон, Райт                 | 3:49         |
| 6. | «Sleep» ("Quicksilver" — More) | Уотерс, Гилмор, Мэйсон, Райт | 4:40         |
| 7. | «Nightmare» ("Cymbaline" — More) | Уотерс                       | 8:57         |
| 8. | «Daybreak, Pt. II» ("Grantchester Meadows", инструментальная реприза, с дополнительными звуковыми эффектами — Ummagumma)                                      |                              | 1:13         |

### Part II: The Journey
| №  | Название | Автор(ы)                      | Длительность |
| -- | --- | ----------------------------- | ------------ |
| 1. | «The Beginning» ("Green Is the Colour" — More)                                                                                                  | Уотерс                        | 4:49         |
| 2. | «Beset By Creatures of the Deep» ("Careful with That Axe, Eugene")                                                                              | Уотерс, Гилмор, Мэйсон, Райт  | 6:18         |
| 3. | «The Narrow Way» ("The Narrow Way, Part 3" — Ummagumma)                                                                                         | Гилмор                        | 5:09         |
| 4. | «The Pink Jungle» ("Pow R. Toc H." — The Piper at the Gates of Dawn, иногда заменялась инструментальной композицией, сходной с "Nick's Boogie") | Уотерс, Барретт, Мэйсон, Райт | 4:49         |
| 5. | «The Labyrinths of Auximines» (Часть "Interstellar Overdrive" — The Piper at the Gates of Dawn)                                                 | Уотерс, Барретт, Мэйсон, Райт | 6:34         |
| 6. | «Behold the Temple of Light» (Несколько секунд этой композиции присутствуют на альбоме Ummagumma сразу перед "The Narrow Way, part 3")          | Уотерс, Гилмор, Мэйсон, Райт  | 5:28         |
| 7. | «The End of the Beginning» ("A Saucerful of Secrets, Pt. IV - Celestial Voices" — A Saucerful of Secrets)                                       | Уотерс, Гилмор, Мэйсон, Райт  | 6:14         |

## Кавер-версии
В 2016 году немецкая прогрессив-рок-группа RPWL записала альбом RPWL plays Pink Floyd’s «The Man And The Journey» (и выпустила на DVD концерт c живым исполнением), на котором полностью записала обе сюиты.